# Imaginære enhed
Den imaginære enhed symboliseret med bogstavet i, udvider i matematikken de reelle tals legeme {\displaystyle \mathbb {R} } til de komplekse tals legeme {\displaystyle \mathbb {C} }.
Indenfor elektricitetslære skrives den imaginære enhed ofte j for at undgå forveksling med udtrykket for elektrisk strøm, som traditionelt symboliseres med i.
Behovet og motivationen for denne udvidelse ligger i den kendsgerning, at der ikke altid blandt de reelle tal optræder rødder til løsning af de ligninger, der fremkommer, når et polynomium sættes lig 0, dvs. ligninger af formen (f(x) = 0). Man behøver blot at se på en af de enkleste af disse, nemlig ligningen x² + 1 = 0, som ikke har en løsning blandt de reelle tal.
Hvis vi imidlertid tillader komplekse tal som løsninger, så har denne ligning – og i virkeligheden enhver polynomiumsligning mindst én løsning.
Dette betyder, at det såkaldte algebraiske tallegeme er lukket, således at resultatet af enhver beregning, der udføres på algebraiske tal, vil være et algebraisk tal, og at enhver algebraisk ligning vil have algebraiske tal som løsning (hvis den i det hele taget har en løsning).
(Derimod findes der yderligere omfattende klasser af størrelser, de såkaldte transcendente tal, som ikke er indeholdt i det algebraiske tallegeme, og som blandt andet omfatter π og e, og der er endnu yderligere tallegemer f.eks de transfinitte tal.)

## Definition
Den imaginære enhed i defineres som en løsning til ligningen:
{\displaystyle i^{2}=-1}
Regneoperationer på reelle tal kan herefter anvendes på tal med en imaginær del og på komplekse tal ved at behandle i som en ukendt størrelse, mens operationerne gennemføres, og så til sidst bruge definitionen ovenfor til at erstatte forekomster af i² med −1.

## i og −i
I realiteten har ligningen to forskellige løsninger, som er fortegnsmæssigt ombyttede. Det kan præcist udtrykkes således, at når løsningen i er fastsat, så er −i ≠ i også en løsning. Eftersom ligningen benyttes til at definere i, og den er eneste definition, kunne det se ud, som om definitionen på i er flertydig og altså ikke så koncis, som matematik skal være. Flertydigheden forsvinder imidlertid, fordi kun den ene løsning er valgt, og denne er fastlagt til altid at være det "positive i".

## Advarsel
Den imaginære enhed skrives sommetider {\displaystyle {\sqrt {-1}}} i avancerede matematiske sammenhænge, men der skal vogtes omhyggeligt på fejltagelser, når man manipulerer med udtrykket i denne form. Notationen skal enten bruges for den primære kvadratrods funktion, som udelukkende er defineret for reelle x ≥ 0 eller for den komplekse kvadratrods-funktion, og disse må ikke sammenblandes.
At forsøge at blande de to tilsyneladende ens notationer i samme beregning vil give forkerte resultater, som det tydeligt fremgår af følgende:
{\displaystyle -1=\imath \cdot \imath ={\sqrt {-1}}\cdot {\sqrt {-1}}={\sqrt {-1\cdot -1}}={\sqrt {1}}=1}
Regnereglen
{\displaystyle {\sqrt {a\cdot b}}={\sqrt {a}}\cdot {\sqrt {b}}}
gælder kun reelle, ikke-negative tal a og b.

## Potenser af i
Potenserne af i varierer i en cyklus:
{\displaystyle \imath ^{1}=\imath }
{\displaystyle \imath ^{2}=-1}
{\displaystyle \imath ^{3}=-\imath }
{\displaystyle \imath ^{4}=1}
{\displaystyle \imath ^{5}=\imath }
{\displaystyle \imath ^{6}=-1}
Dette kan udtrykkes ved følgende mønster, hvor n er ethvert heltal:
{\displaystyle \imath ^{4n}=1}
{\displaystyle \imath ^{4n+1}=\imath }
{\displaystyle \imath ^{4n+2}=-1}
{\displaystyle \imath ^{4n+3}=-\imath }

## Eulers identitet
Sådan kaldes en berømt ligning, der knytter 5 af den moderne matematiks vigtigste symboler sammen i et enkelt udtryk:
{\displaystyle e^{\imath \pi }+1=0}
hvor
- e er grundtallet for de naturlige logaritmer (og i øvrigt et transcendent tal), der her kan siges at repræsentere den matematiske analyse
- i er den imaginære enhed og repræsenterer algebraen
- π er det velkendte tal fra forholdet mellem en cirkels omkreds og diameter og repræsenterer geometrien
- 0 og 1 er de grundlæggende tal, der her kan siges at repræsentere aritmetikken.